# Hrádek u Nechanic (zámek)
Hrádek u Nechanic je neogotický zámecký objekt ležící na mírné vyvýšenině 800 m severozápadně od centra vsi Hrádek, 2,8 km jihovýchodně od města Nechanice a 11,5 km západně od Hradce Králové v okrese Hradec Králové. Z územního hlediska zámek stojí na katastru Lubno u Nechanic, části města Nechanice; hranice mezi Nechanicemi a Hrádkem těsně míjí zámeckou budovu z východní strany, přičemž se dotýká konce jejího východního křídla. Zámek je ve vlastnictví státu (správu zajišťuje Národní památkový ústav) a je přístupný veřejnosti.

## Historie

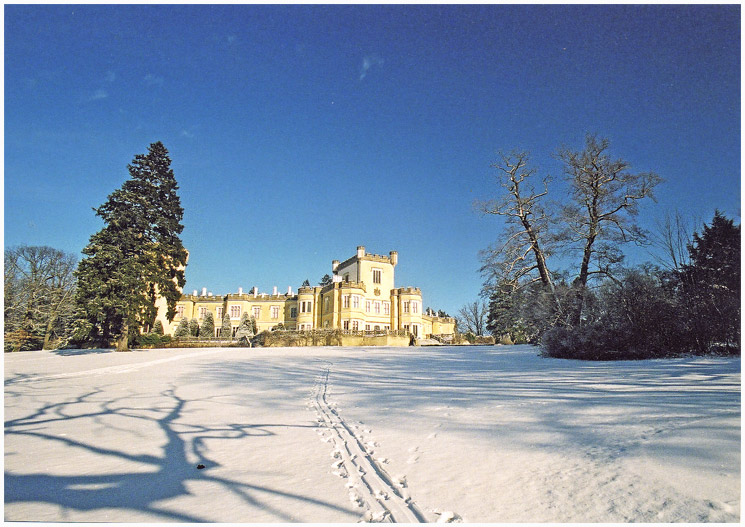
Zámek Hrádek u Nechanic v lednu 2004

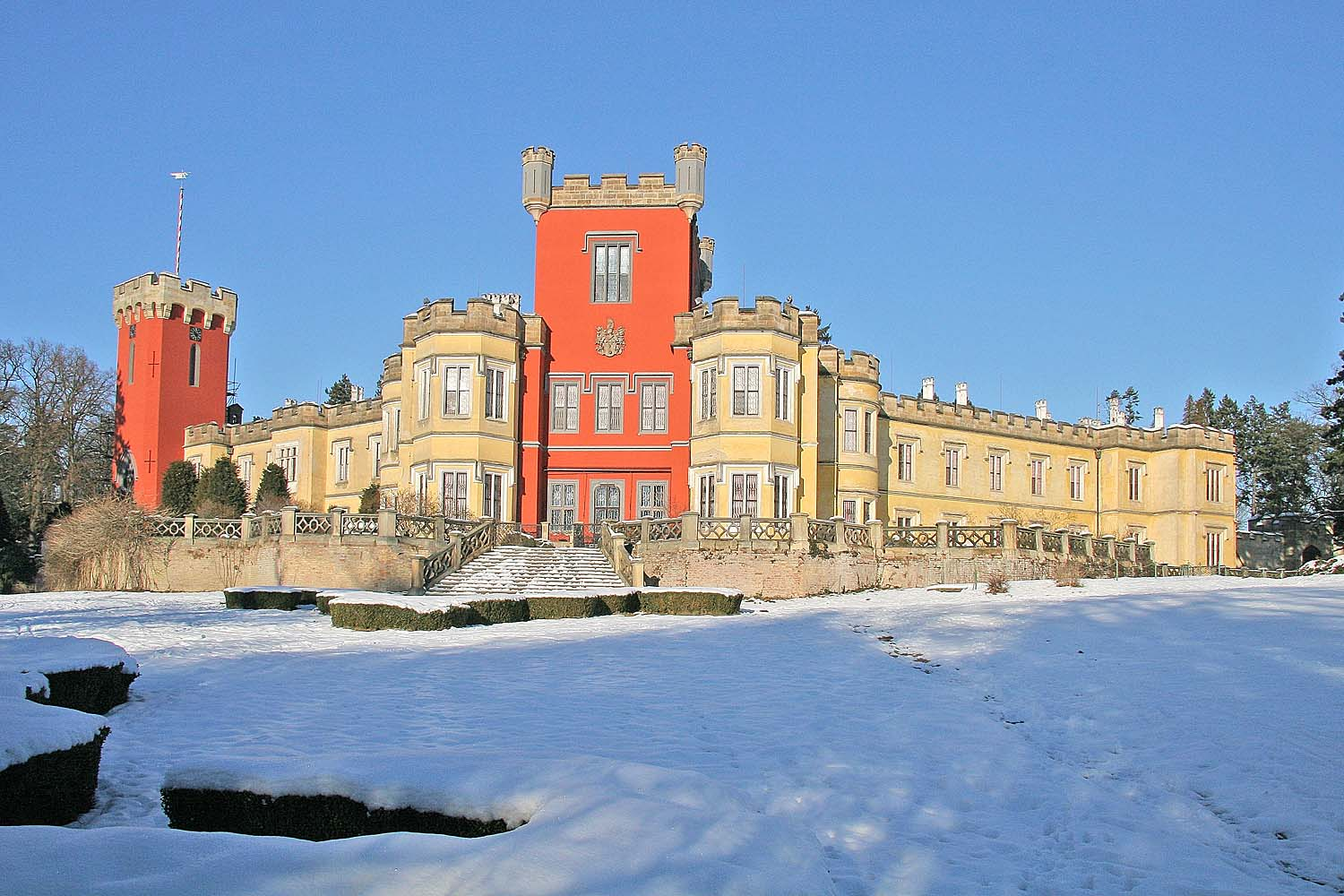
Postupná oprava fasády zámku Hrádek na původní červenou barvu

V roce 1829 koupili sádovské panství spolu s Nechanicemi od Schaffgotschů Harrachové a rozhodli se na tzv. Lubenském vrchu postavit nový zámek. Zámek byl postaven v letech 1839–1854 jako hlavní, reprezentativní sídlo hrabat z Harrachu Františkem Arnoštem hrabětem z Harrachu. Projekt zámecké budovy ve stylu romantické neogotiky, tzv. Tudorské gotiky byl vypracován dle nerealizovaného projektu přestavby anglického zámku Crewe Hall od E. B. Lamba z poloviny 17. století. Projekt upravil a v detailech provedl významný rakouský architekt Karel Fischer. Ten také navrhoval veškeré interiéry zámku. Okolí zámku bylo současně s výstavbou upraveno jako anglický park. V části vznikla též obora a bažantnice.
Nedlouho po dostavbě zámku byla svedena v okolí bitva u Hradce Králové. V samotném zámku byl tehdy zřízen vojenský lazaret.
V roce 1945 se stal zámek sídlem generálmajora Govorova, náčelníka jedné z armád Ukrajinského frontu Rudé armády. Roku 1945 byl zámek na základě tzv. Benešových dekretů znárodněn. Od roku 1953 je zpřístupněn veřejnosti. Roku 2001 byl prohlášen národní kulturní památkou.
| Rok  | Počet návštěvníků |
| ---- | ----------------- |
| 2015 | 33 945            |
| 2016 | 34 631            |
| 2017 | 40 051            |

## Popis

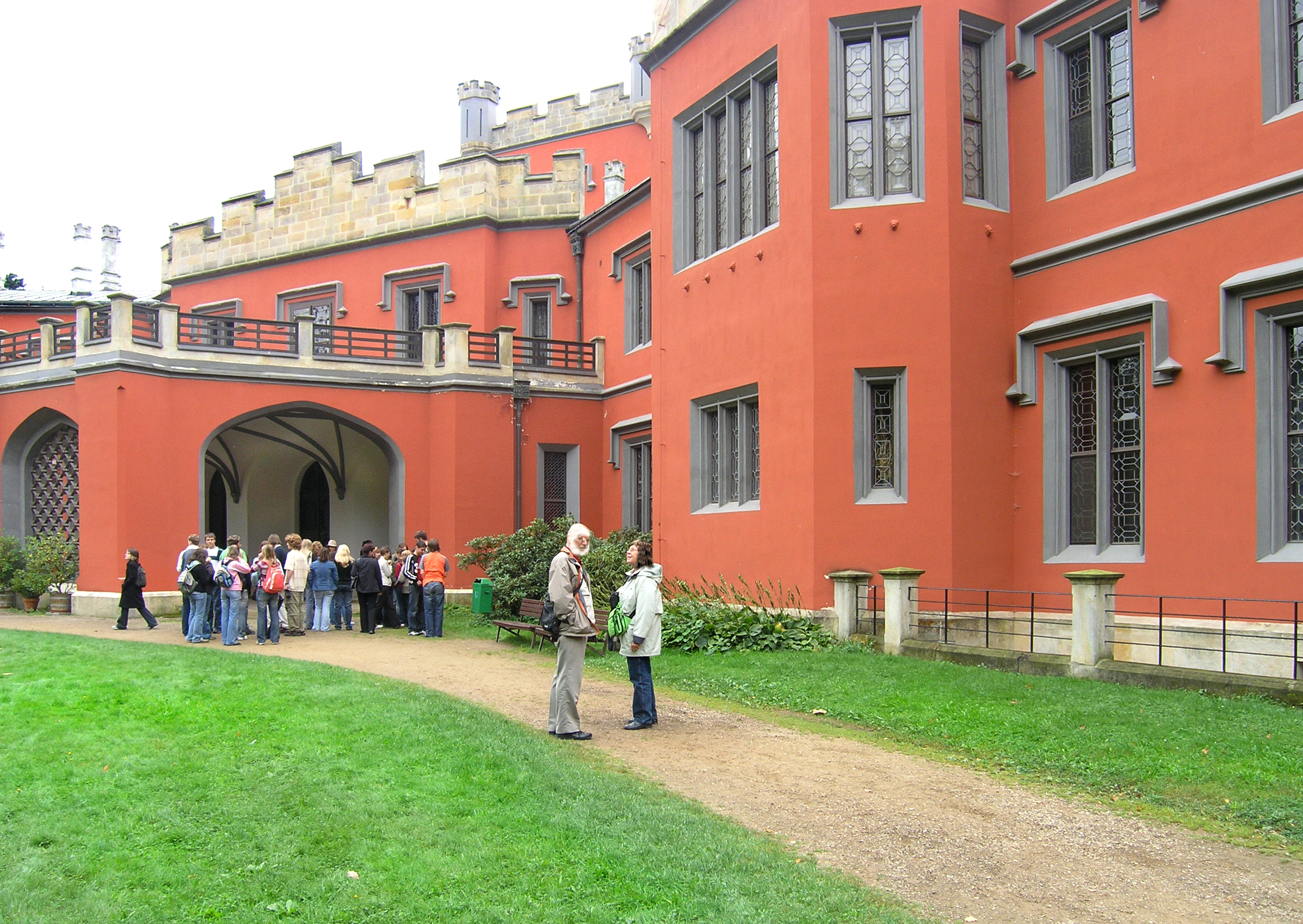
Stav zámku v roce 2006

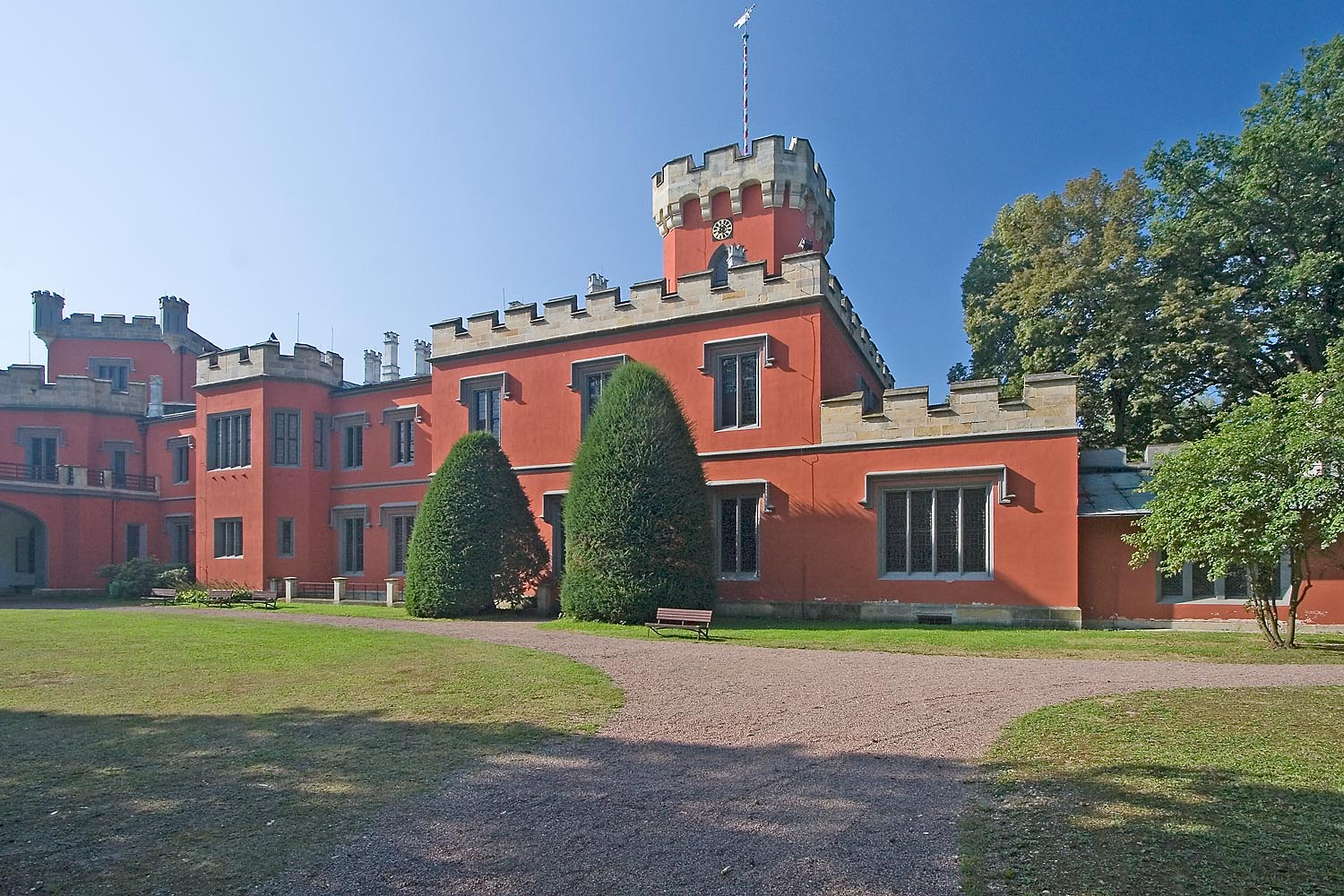
Křídlo se zámeckou kaplí

Zámek tvoří dvojice patrových křídel, vzájemně svírajících úhel cca 110° a vybíhajících z ústřední, věžovité části tak, že půdorys zámku připomíná široce otevřené písmeno „V“. Půdorys je dále ozvláštněn řadou rizalitů. Silueta zámku je bohatě promodelována pomocí cimbuří a dalších quasifortifikačních prvků. Zámek má velmi ploché, střechy, které jsou navíc skryty za atikovými nástavci. V levé části zámku siluetu doplňuje věž.
Reprezentativní interiéry zámku jsou řešeny a vybaveny nejen množstvím soudobého nábytku, ale také řadou starožitných prvků, převezených na zámek zejména z Itálie a Rakouska. Jedná se přitom jak o stavební prvky, například portály či kompletní dřevěné vyřezávané stropy, tak o starožitný nábytek a další umělecké předměty. Jsou zde instalovány vzácné obrazy německých mistrů z konce 15. století v zámecké kapli Svaté Anny. Pozoruhodný je též soubor obrazů anatomických anomálií z 18. století.
Zámek patří k nejmladším zámeckým stavbám v České republice vůbec.
Technicky zajímavé je řešení ústředního podlahového vytápění vytápějící všechny místnosti.

## Galerie interiéru

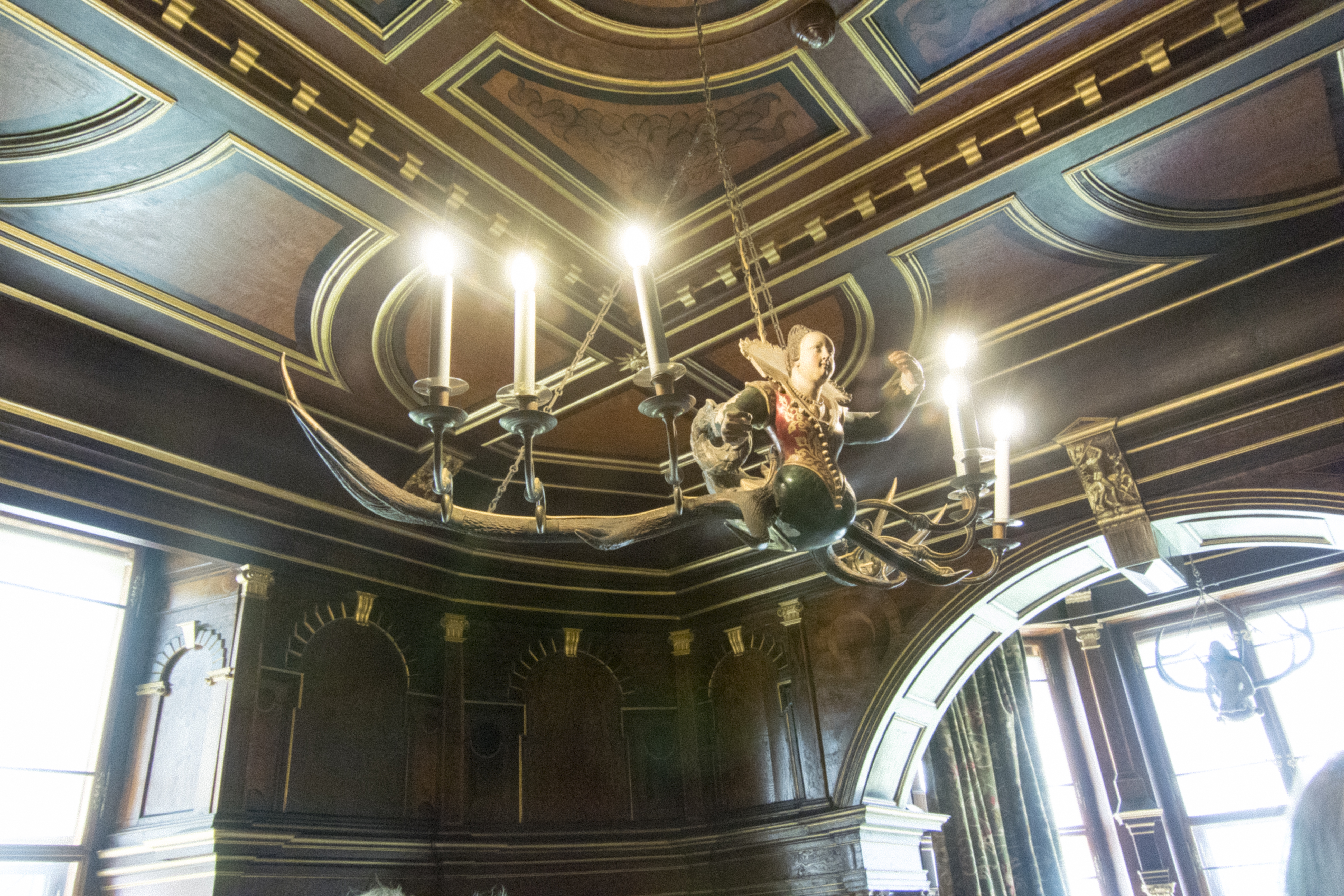
detail dámského salónku
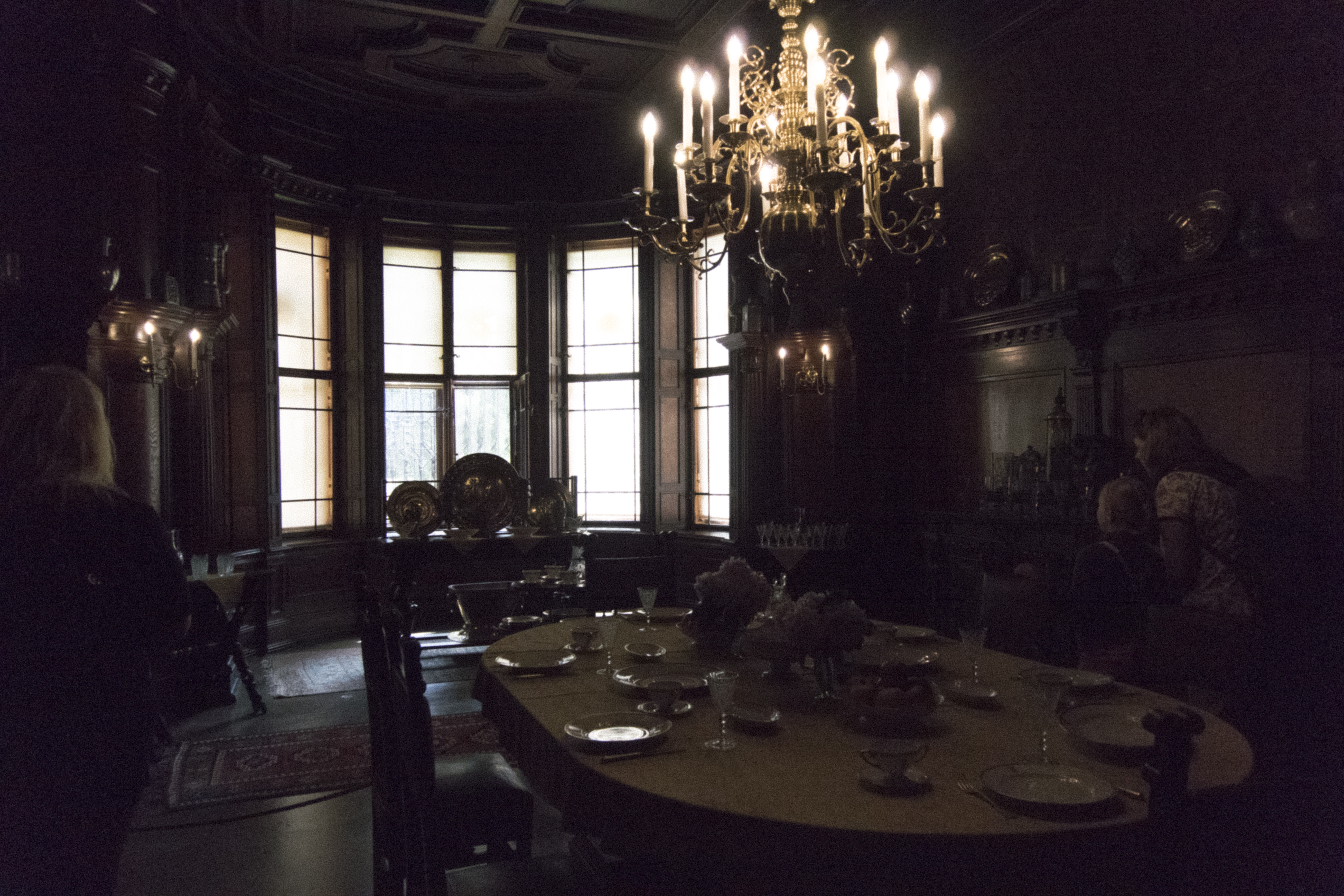
jídelna
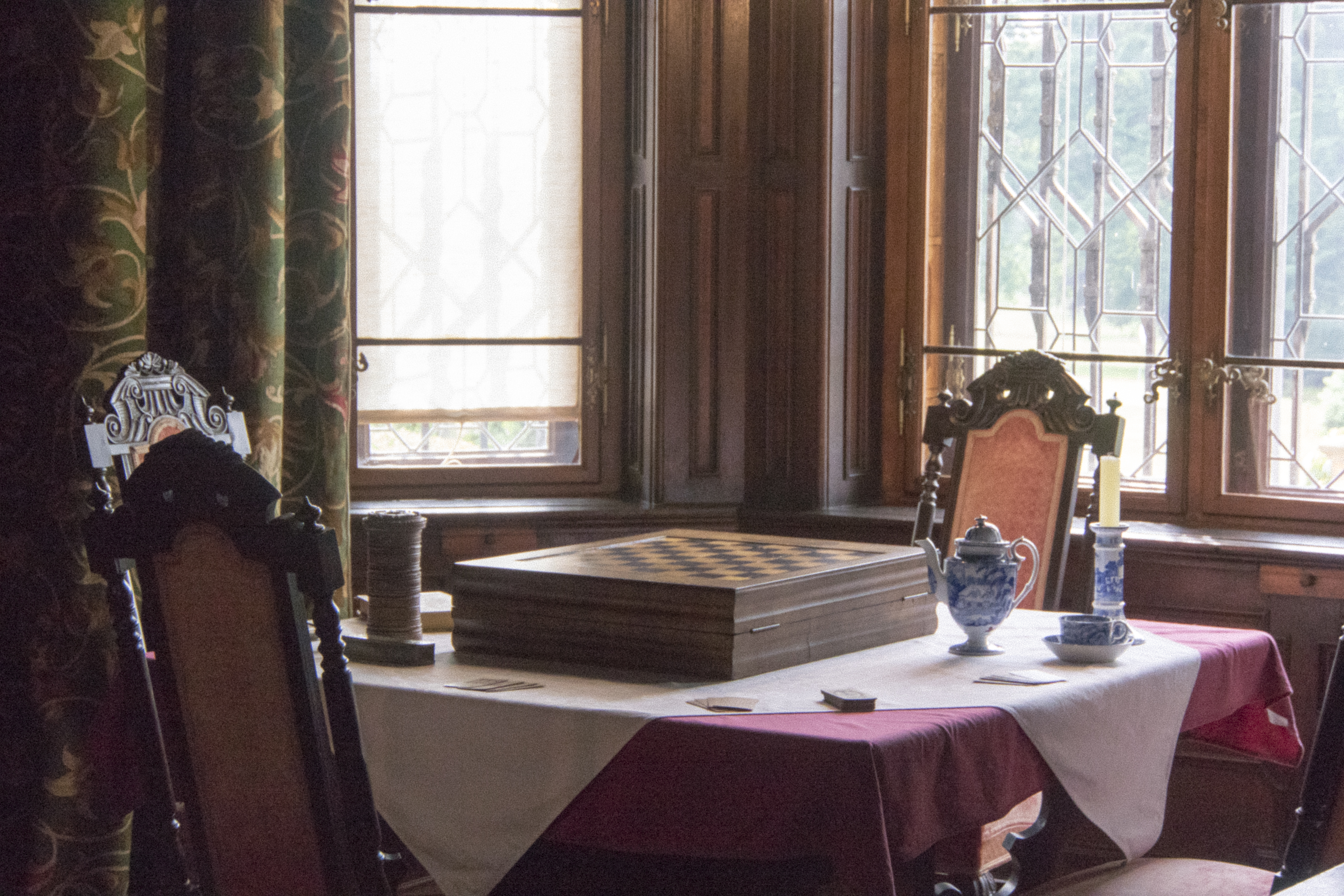
detail pánského salónku
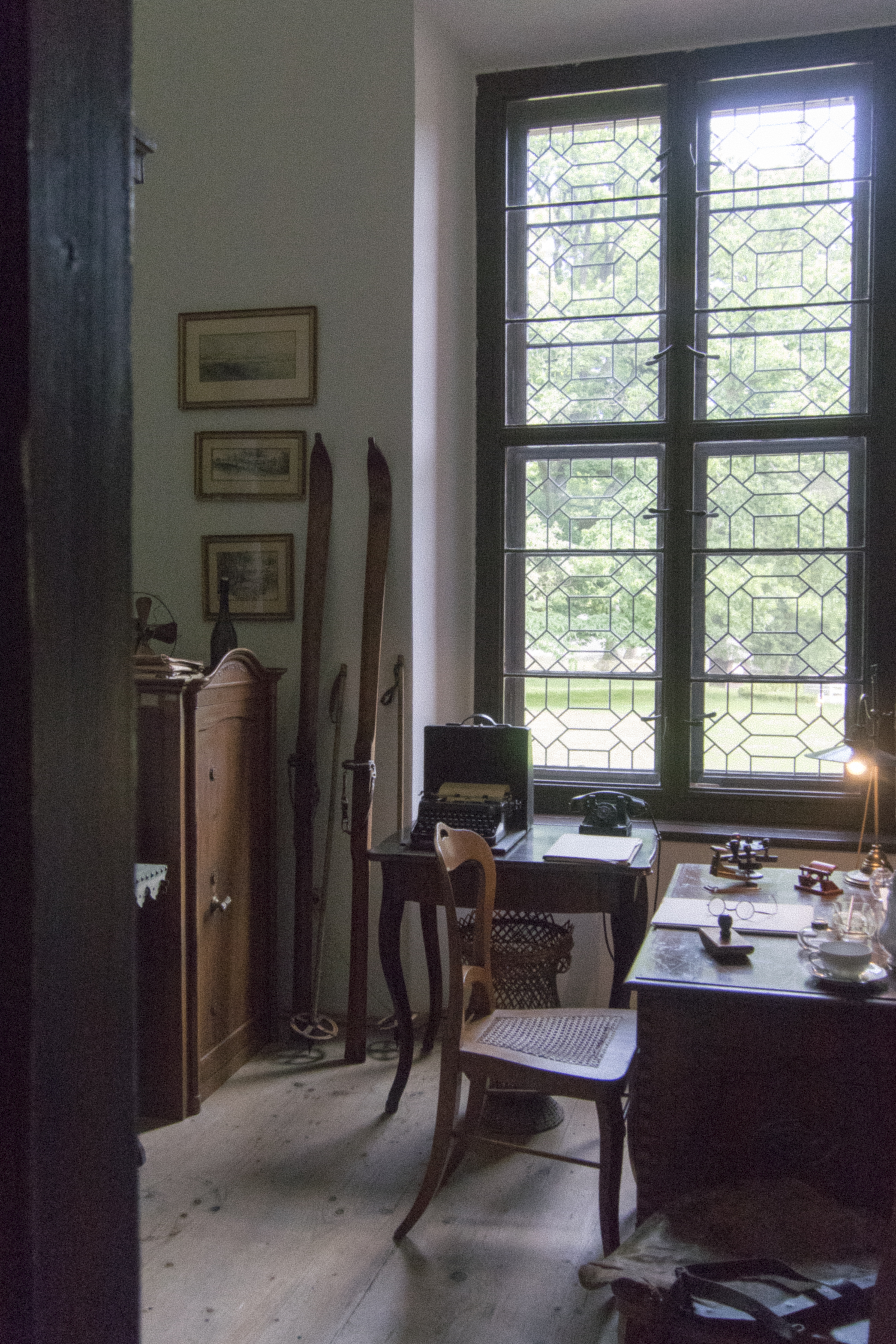
kancelář správce
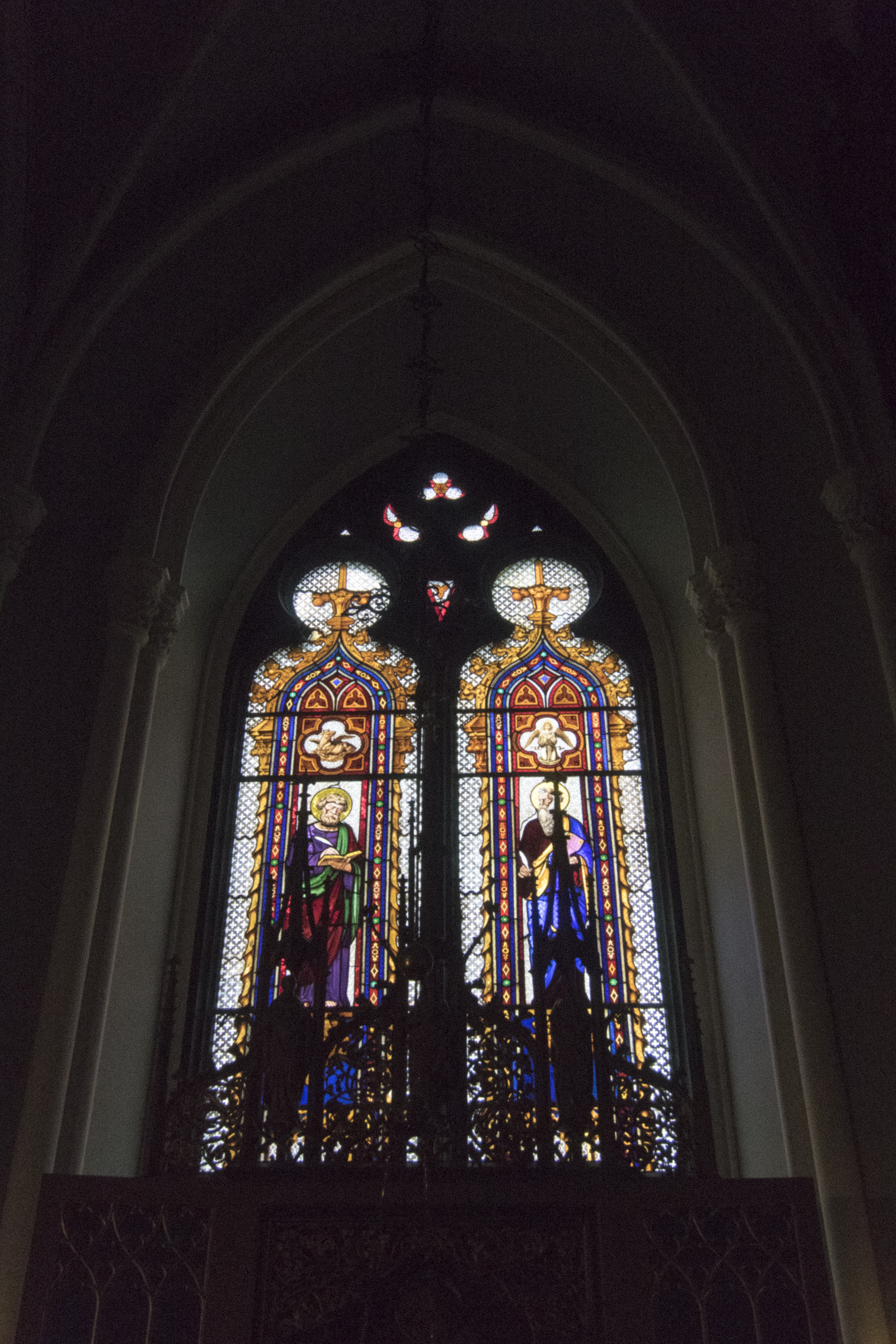
detail okna v kapli

## Zámek ve filmu
Romantická podoba zámku je zajímavá též pro filmaře. Roku 1964 byly v parku zámku natáčeny scény z filmu Atentát. O dva roky později se zde natáčela část filmu Hotel pro cizince a v roce 1978 část pohádky Princ a Večernice. Z novodobé produkce pak filmy Milenec lady Chatterleyové, Tmavomodrý svět, Troškova romance Andělská tvář, detektivky Panství či Z pekla s Johnny Deppem, dále Noc lučištníka či v pohádkách nebo v seriálu o komisaři Maigretovi.